# Johann Altfuldisch
Johann (Hans) Altfuldisch (ur. 11 listopada 1911 w Brückenau, zm. 28 maja 1947 w Landsbergu) – zbrodniarz nazistowski, zastępca Schutzhaftlagerführera w niemieckim obozie koncentracyjnym Mauthausen-Gusen i SS-Obersturmführer.
Członek NSDAP (nr legitymacji partyjnej: 397051) i SS (nr identyfikacyjny: 14958). Do Waffen-SS należał od 1938. Służbę obozową rozpoczął w 1936 w Sachsenhausen. Do Mauthausen-Gusen przeniesiono go w sierpniu 1938 i pozostał tam do maja 1945. Pełnił tu między innymi funkcję kierownika obozowej poczty i zastępcy kierownika obozu, czyli 2. Schutzhaftlagerführera (od jesieni 1944]. Altfuldisch organizował masowe egzekucje więźniów i jeńców alianckich przez rozstrzelanie, co przyznał podczas swojego powojennego procesu. Uczestniczył także w okrutnych przesłuchaniach schwytanych lotników alianckich (między innymi Amerykanów, Brytyjczyków i Holendrów). Pod koniec wojny nadzorował również w Mauthausen niektóre akcje gazowania więźniów.
W procesie załogi Mauthausen-Gusen (US vs. Johann Altfuldisch i inni) przed Amerykańskim Trybunałem Wojskowym w Dachau Altfuldisch skazany został 13 maja 1947 na karę śmierci. Wyrok wykonano przez powieszenie w więzieniu Landsberg 28 maja 1947.